# 尾張馬身
尾張 馬身（おわり の まみ）は、飛鳥時代の人物。姓は連。672年の壬申の乱の際、大海人皇子（天武天皇）の側に立って戦った。冠位は小錦下。

## 経歴
壬申の乱について記す『日本書紀』に尾張馬身の名は見えず、『続日本紀』天平宝字2年（758年）4月19日の記事でのみ知られる。そこには、「はじめ尾張連馬身は壬申の年の功で小錦下になったが、まだ姓を賜わらないうちにその身が早く亡くなった。これによって、馬身の子孫に等しく宿禰の姓を賜う」とある。
だが『日本書紀』には、天武天皇13年（684年）12月2日に50氏に宿禰の姓を与えたという記事があり、その中に尾張連も入っている。これは尾張連でも尾張大隅の一族に対するもので、馬身の一族は別だったのであろう。また、馬身の死がこれより以前であったことも推測できる。